# Livinské Opatovce
Livinské Opatovce este o comună slovacă, aflată în districtul Partizánske din regiunea Trenčín. Localitatea se află la altitudinea de 193 m deasupra n.m., se întinde pe o suprafață de 5,01 km2 și în 2017 număra 247 de locuitori.

## Istoric
Localitatea Livinské Opatovce este atestată documentar din 1340.

## Demografie
| An:                | 1994 | 2004   | 2014   | 2024    |
| ------------------ | ---- | ------ | ------ | ------- |
| Număr de persoane: | 256  | 242    | 245    | 278     |
| Diferență:         |      | −5,46% | +1,23% | +13,46% |

| An:                | 2023 | 2024   |
| ------------------ | ---- | ------ |
| Număr de persoane: | 276  | 278    |
| Diferență:         |      | +0,72% |